# Кёнигштеттен
Кёнигштеттен (нем. Königstetten) — ярмарочная коммуна (нем. Marktgemeinde) в Австрии, в федеральной земле Нижняя Австрия. 
Входит в состав округа Тульн.  Население составляет 1844 человека (на 31 декабря 2005 года). Занимает площадь 13,04 км². Официальный код  —  32116.

## Политическая ситуация
Бургомистр коммуны — Роланд Нагль (АНП) по результатам выборов 2005 года.
Совет представителей коммуны (нем. Gemeinderat) состоит из 19 мест.
- АНП занимает 11 мест.
- СДПА занимает 8 мест.